# 湯維新
湯維新（？年—？年），字惺心，山東濟寧州人，鄆城縣籍。明朝政治人物，崇禎戊辰進士。

## 生平
萬曆四十六年（1618年）戊午科舉人，崇禎元年（1628年）戊辰科進士。初官平陸縣知縣。崇禎七年（1634年）調直隸成安縣知縣。
曾為崇禎《鄆城縣誌》作跋。